# Ein starkes Team: Roter Schnee
Roter Schnee ist ein deutscher Fernsehfilm von Martin Gies aus dem Jahr 1997. Es handelt sich um die 7. Folge der Krimiserie Ein starkes Team mit Maja Maranow und Florian Martens in den Hauptrollen.

## Handlung
Das SEK ermittelt in dieser Episode in Zusammenarbeit mit dem Bundeskriminalamt gegen Drogenhändler. Verena ist gleichzeitig frisch verliebt in Max, einen offensichtlich vermögenden jungen Geschäftsmann, was ihrem Einsatz beim Team aber keinen Abbruch tut. Der leitende Ermittler des BKA Lothar Wolf hat über den ihm gut bekannten V-Mann Mario einen großen Drogendeal eingefädelt. Zwei ausländische Kuriere sind mit einer Lieferung im Wert von 5 Millionen Mark in Berlin eingetroffen und werden seither rund um die Uhr observiert. Wolf plant eine öffentlichkeitswirksame Verhaftung direkt bei der Übergabe des Geldes. Die Beschaffung der großen Summe verzögert sich aber. Bei der Observierung der beiden Drogenhändler, die sich die Wartezeit unter anderem mit illegalem Glücksspiel vertreiben, begegnet Verena in einer berüchtigten Zocker-Kneipe ausgerechnet ihrem Max. In der Zwischenzeit trifft sich Otto mit Mario in einer Kneipe und stellt überrascht fest, dass es niemand anders ist als sein Jugendfreund Mario, der angeblich vor vielen Jahren getötet wurde. Mario offenbart ihm, dass er seinen Tod vorgetäuscht habe, um anonym gefährliche Spezialaufträge zu erledigen. Er weiht Otto ein, dass er keineswegs vorhabe, das Geld zu übergeben. Vielmehr werde er mit den Drogen und den fünf Millionen Mark untertauchen und sich zur Ruhe setzen. Er bietet Otto an, sich an dem Geschäft zu beteiligen. Otto geht zum Schein darauf ein. Nachdem Wolf die Geldkoffer mit den Millionen in einer Fabrikhalle an Mario übergeben hat, kommt es zu einer spektakulären Verfolgungsjagd. Mario setzt sich mit Otto im Schlepptau zunächst per Auto ab und tötet die Drogenkuriere bei der Geldübergabe. Mario und Otto fliehen dann mit einem bereitstehenden Helikopter und später querfeldein in einem Geländewagen. Es kommt zum Showdown auf einem verlassenen, ehemals sowjetischen Militärgelände. Dabei kommt Otto nur durch Verenas Einsatz mit dem Leben davon. Zum Dank lädt er Verena, die sich inzwischen von dem dubiosen Max wieder getrennt hat, in ein vornehmes Restaurant ein, nicht ahnend, welch hohe Rechnung ihn danach erwartet.

## Drehorte (Auswahl)
- Das Hotel der Drogenkuriere war das Charlot in der Giesebrechtstraße 17
- Marios Wohnung ist im obersten Stockwerk des „Giraffenhauses“ in der Klopstockstraße 2 im Hansaviertel
- Die Kneipe "Scheselong", in der Otto und Mario sich treffen, war in der Wilsnackerstraße 61
- Die Zockerkneipe war in der Meiningerstraße 8 in Wilmersdorf
- Das vornehme Restaurant war das „Französischer Hof“ in der Jägerstraße 56
- Das verlassene Militärgelände ist in Wünsdorf, bekannt für seine Hochbunker der Bauart Winkel

## Hintergrund
Der Film wurde in Berlin und Umgebung gedreht und am 25. Oktober 1997 um 20:15 Uhr im ZDF erstausgestrahlt.

## Kritik
Die Kritiker der Fernsehzeitschrift TV Spielfilm äußerten sich zur siebten Episode Roter Schnee wie folgt: „TV-Film besticht weniger durch seine Spannung, als vielmehr durch die kleinen, alltäglichen Kabbeleien des "Ossi"-Rauhbeins Otto mit seiner Partnerin Verena (Maja Maranow).“ Fazit: „Ein starkes Team würzt die Krimiroutine“. Sie werteten den Film mit dem Daumen nach oben.